# ۲۵۱ (قمری)
سال ۲۵۱ هجری قمری با آدینه آغاز می‌شود. نخستین روزش برابر است با ۱۸ بهمن ۲۴۳ هجری خورشیدی و ۲ فوریه ۸۶۵ (میلادی).

## زادروزها
- شعبان - محمد زکریای رازی پزشک، فیلسوف و شیمی‌دان ایرانی.